# Keude Krueng
Keude Krueng is een bestuurslaag in het regentschap Aceh Utara van de provincie Atjeh, Indonesië. Keude Krueng telt 386 inwoners (volkstelling 2010).